# سنج (فرعون)
سِنِج یا سِنِد شاهی از دودمان دوم دوره آغازین دودمانی مصر است که گمان می‌رود پس از ونگ به پادشاهی رسیده باشد. جایگاه تاریخی دقیق او نامشخص است و نخستین اشارات به نام او در دودمان چهارم دیده می‌شوند. هنگام و طول دوران فرمانروایی او نامشخص است، با این حال مانثون این زمان را ۴۱ سال و فهرست پادشاهان تورین آن را ۷۰ سال ذکر می‌کنند؛ اعدادی که به احتمال بسیار بزرگنمایی هستند. 
با آنکه نام سنج در فهرست پادشاهان ابیدوس و فهرست پادشاهان تورین دیده می‌شود، هیچ اشاره دیگری به او و دوران فرمانرواییش در تاریخ مصر دیده نمی‌شود. احتمال دارد که دوران او مصادف با تجزیه دوباره مصر به دو بخش علیا و سفلی بوده باشد و او حکومت در بخش شمالی مصر (سفلی) به پایتختی ممفیس را عهده دار بوده در حالی که فرعون دیگری - که به احتمال زیاد ست-پریبسن بوده - در بخش جنوبی حکم می‌رانده است.

## مقبره
معلوم نیست که سنج کجا دفن شده است. توبی ویلکینسون (Toby Wilkinson) مصرشناس انگلیسی تصور می کند که وی ممکن است در سقاره دفن شده باشد.  برای تأیید این نظر ، ویلکینسون مشاهده می کند که کاهن های مرده در زمانهای قبل هرگز خیلی دور از پادشاهی که برای او آیین مرده کاری انجام داده بودند دفن نمی شدند. ویلکینسون فکر می کند که یکی از گالری های بزرگ جنوبی در نکروپلیس فرعون جوزر، در ابتدا مقبره سنج بود.